# Guineu voladora de l'illa Busuanga
La guineu voladora de l'illa Busuanga (Acerodon leucotis) és una espècie de ratpenat de la família dels pteropòdids. És endèmica de la regió faunal de Palawan, a les Filipines. El seu hàbitat natural són els boscos primaris i secundaris. Està amenaçada per la destrucció d'hàbitat i la caça.